# جان چلیس
جان چَلیس (انگلیسی: John Challis؛ زادهٔ ۱۶ اوت ۱۹۴۲ – ۱۹ سپتامبر ۲۰۲۱) یک هنرپیشه اهل بریتانیا بود. وی از سال ۱۹۶۴ میلادی تا هنگام مرگ مشغول فعالیت بوده‌است.
از آثار وی می‌توان به بازی در مجموعه‌های تلویزیونی دکتر هو و بو ژست اشاره نمود.

## مرگ
چالیس در ۱۹ سپتامبر ۲۰۲۱ در سن ۷۹ سالگی بر اثر سرطان درگذشت.